# Паладін втраченої години
Паладін втраченої години (англ. Paladin of the Lost Hour) — другий сегмент 7-го епізоду 1-го сезону телевізійного серіалу «Зона сутінків».

## Сюжет
Літній чоловік Гаспар під час відвідування домовини своєї дружини Мінні стає жертвою агресії з боку двох вуличних хуліганів. В цей самий момент його кишеньковий годинник здіймається в повітря, і на допомогу Гаспару приходить молодий чоловік на ім'я Біллі, який відбиває його від злочинців. Біллі допомагає травмованому, але не наляканому Гаспарові підвестися та запрошує до себе в помешкання. В ході бесіди Гаспар просить Біллі пожити в нього, на що другий погоджується, однак зауважує, що це ненадовго. Гість, в свою чергу, каже, що йому, за словами його лікаря, залишилося мало жити взагалі. Між Гаспаром та Біллі зав'язуються приятельські відносини. Наприкінці дня, за пізньою вечерею Біллі каже, що годинник Гаспара зупинився — він стабільно показує одинадцяту годину, хоча надворі вже четверта ранку.
Наступного дня Біллі, зацікавившись годинником Гаспара, хоче взяти його для того, щоб роздивитися, однак годинник вислизає з рук приголомшеного молодика та починає літати по кімнаті, попрямувавши врешті-решт в руки Гаспара, який тільки-но прокидається. В ході однієї з бесід Гаспар дізнається, що його рятівник Біллі брав участь у В'єтнамській війні та вижив в ній лише дивом — він був врятований іншим солдатом, який ціною свого життя відвернув увагу в'єтнамських комбатантів, коли ті збиралися вбити Біллі. Після цих подій Біллі живе з відчуттям вдячності до загиблого та одночасно провини перед ним. Гаспар пропонує Біллі піти разом з ним до цвинтаря, щоб відвідати домовину Мінні, на що останній погоджується. На цвинтарі Гаспар розповідає своєму новому приятелеві факт з історії, згідно з яким у 1582 році Папа Римський Григорій XIII скасував дію юліанського календаря, внаслідок чого після 4 жовтня настало одразу 15 жовтня, тобто було «ліквідовано» одразу одинадцять днів. При цьому Гаспар уточнює, що разом з цими одинадцятьма днями «зникла» й одна година, яка, за словами чоловіка, ніколи не наступить, а якщо наступить, то весь світ порине у нескінченну ніч та все живе перестане існувати, натомість нове життя ніколи не зародиться. Далі Гаспар розкриває таємницю свого незвичайного годинника, який завжди показує один і той самий час: він і є «носієм» тієї самої години, яка ніколи не повинна настати. Після цього літній чоловік, передчуваючи свою смерть, передає цей годинник Біллі, оскільки вважає його гідним бути володарем втраченої години. Біллі спочатку відмовляється, мотивуючи це тим, що на ньому лежатиме дуже велика відповідальність, однак Гаспар наполягає, щоб він прийняв цей подарунок. Врешті-решт Біллі погоджується. Наприкінці епізоду Гаспар вмикає годинник на одну хвилину, внаслідок чого з'являється привид того самого солдата, який в свій час врятував Біллі від смерті, це було зроблено для того, щоб Біллі зміг віддячити свого покійного рятівника та позбавитися відчуття провини перед ним. Після цього Гаспар помирає прямо на цвинтарі, а Біллі стає повноправним володарем годинника, а разом з ним і години, яка ніколи не повинна пробити.

## Оповіді

### Заключна оповідь
«Як вітер, що безперестанно плаче над Всесвітом, час уносить імена та вчинки завойовників та звичайних смертних, не створюючи між ними відмінностей, а все, що було до них та все, що залишилося після них, зберігається в пам'яті тих, хто піклується про те, щоб ми з'явилися на світ на одну коротку мить. Хай кругом, де ви з'являєтеся, приймаєте місця тих, хто пішов, між вами завжди стоїть Господь».

## Цікаві факти
- Епізод не має оповіді на початку.
- Режисер епізоду Гілберт Кейтс вжив псевдонім Алан Сміті після суперечок з продюсерами.
- Однойменна розповідь, написана Харланом Елісоном незадовго до створення епізоду, у 1986 принесла авторові премію «Hugo» в номінації «Найкраща новела».
- Вперше розповідь «Паладін втраченої години», на якій базується епізод, була опублікована в антології «Universe 15» у 1985, у грудні цього ж року її опублікували в журналі «Rod Serling's The Twilight Zone Magazine».
- Всупереч «традиції» телесеріалу, оповідь в епізоді не закінчується словами «зона сутінків».

## Ролі виконують
- Денні Кей — Гаспар
- Глінн Турман — Біллі Кінетта
- Джон Брайант — перший хуліган
- Коркі Форд — другий хуліган
- Майк Рейнольдс — водій

## Реліз
Прем'єрний показ епізоду відбувся у Великій Британії 8 листопада 1985.